# Xingyi
Xingyi (兴义市S, XīngyìP) è una città-contea della Cina, situata nella provincia del Guizhou e amministrata dalla prefettura autonoma buyei e miao di Qianxinan.